# فرناندو دي لاروا
فرناندو دي لاروا (بالإسبانية: Fernando de la Rúa)‏ (و. 1937 – م) هو محام، وسياسي من الأرجنتين ولد في كوردوبا. كان رئيسا للأرجنتين في الفترة ما بين 10 ديسمبر 1999 و21 ديسمبر 2001.

## روابط خارجية
- فرناندو دي لاروا على موقع الموسوعة البريطانية (الإنجليزية)
- فرناندو دي لاروا على موقع مونزينجر (الألمانية)